# Comitê Francês de Libertação Nacional
O Comitê Francês de Libertação Nacional (em francês:  Comité Français de la Libération Nationale) foi um órgão formado pelos líderes franceses Gen. Henri Giraud e Charles de Gaulle para assumir a liderança unida, organizar e coordenar a campanha para libertar a França da Alemanha nazista durante a Segunda Guerra Mundial. A comissão foi constituída em 3 de junho de 1943 e após um período de liderança conjunta, em 9 de novembro aconteceu sob a presidência do general de Gaulle. A comissão questionou diretamente a legitimidade do regime de Vichy e unificou todas as forças francesas que lutaram contra os nazistas e seus colaboradores. A comissão mais tarde evoluiu para o Governo Provisório da República Francesa, sob a liderança de Charles de Gaulle.